# Middleton, Durham
Middleton är en stadsdel i Hartlepool, i kommunen Borough of Hartlepool, i grevskapet Durham, i England. Middleton var en civil parish 1894–1936 när blev den en del av Hartlepool. Civil parish hade 16 808 invånare år 1931.